# Utricularia catolesensis
Utricularia catolesensis — вид рослин із родини пухирникових (Lentibulariaceae).

## Середовище проживання
Ендемік північного сходу Бразилії.